# Úterý
Úterý (niem. Neumarkt) – czeskie miasto położone w kraju pilzneński, w powiecie Pilzno Północ. Úterý znaczy wtorek - w ten dzień odbywały się targi. 
Według danych z 1 stycznia 2024, liczba mieszkańców miasta wynosi 447 osób (3161. miejsce w kraju wśród miejscowości; 600. miejsce wśród miast).

## Historia
Pierwszy historyczny przekaz o osadzie pochodzi z 1233 roku. W r. 1694 miasto zostało całkowicie zniszczone w wyniku pożaru. W 1850 miasto oddzieliło się od Olešovic i zostało samodzielną jednostką.
Obecnym burmistrzem miasta Úterý jest Václav Konstantinovič.

## Demografia
| Rok             | 2008 | 2016 | 2024 |
| --------------- | ---- | ---- | ---- |
| Liczba ludności | 443  | 470  | 447  |